# محمدحسن احمدی (استاد دانشگاه)
محمدحسن احمدی عضو هیئت علمی دانشگاه شهید بهشتی است. او ریاست این دانشگاه را نیز از سال ۱۳۶۰ تا سال ۱۳۶۱ برعهده داشت.